# Инцидент в Мацуэ
Инцидент в Мацуэ (яп. 松江騒擾事件 Мацуэ со:дзё: дзикэн, «Мятеж в Мацуэ») — мятеж, произошедший в японском городе Мацуэ 24 августа 1945 года. Мятеж был поднят группой из приблизительно 40 человек под руководством праворадикального активиста Исао Окадзаки, не желавшего признавать поражение Японии во Второй мировой войне. В ходе бунта был убит один гражданин и сожжено здание управления префектуры Симане, столицей которой был город Мацуэ. Мятеж окончился неудачей, Окадзаки и его приспешники были арестованы и осуждены на разные сроки лишения свободы.

## Предыстория

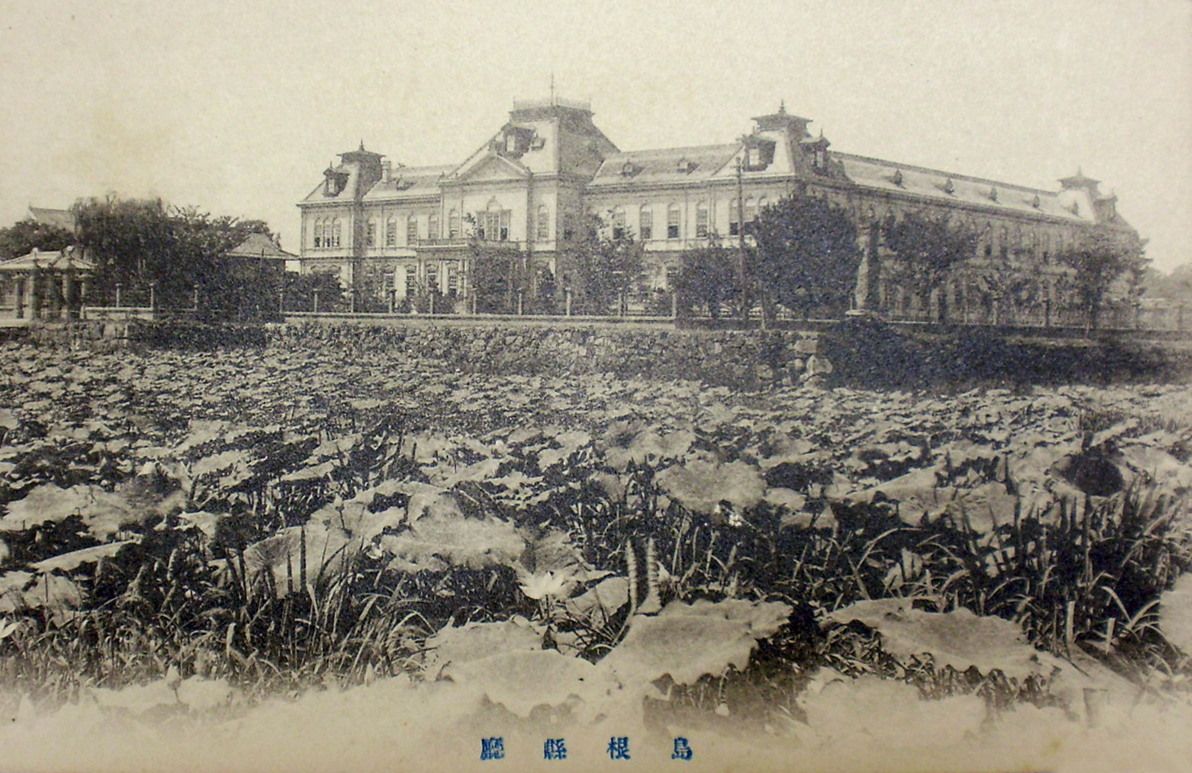
Здание управления префектуры Симанэ (1909—1945)

15 августа 1945 года император Хирохито объявил о капитуляции Японии. Капитуляция сопровождалась бунтами со стороны армейских чинов и правых сил, убеждённых, что Япония должна продолжать войну. Например, участники так называемого «Инцидента в императорском дворце» пытались совершить военный переворот в ночь перед капитуляцией, а уже после объявления о сдаче произошёл «Инцидент на холмах Атаго» (яп. 愛宕山事件 Атагояма дзикэн), в ходе которого группа правых активистов, собравшаяся в центре Токио, призывала к немедленному восстанию.

## План
Жители больших городов, сильно пострадавших от бомбёжек, понимали, что продолжать войну бесполезно. Однако для жителей провинции вроде префектуры Симанэ, которых бомбили мало и редко, безнадёжное положение страны было не так очевидно. Им казалось, что вполне можно воевать и дальше.
Одним из таких жителей был 25-летний правый активист Исао Окадзаки. Услышав о капитуляции и о том, что 26 августа в Японию прибудут американские оккупационные силы, Окадзаки собрал вокруг себя группу последователей и стал готовиться к государственному перевороту. Численность группы, по разным источникам, составляла от 15 до 48 человек, но большинство историков склонялось к численности в 40+ членов. Согласно плану повстанцев, нужно было сжечь здание префектурального управления в Мацуэ, убить губернатора префектуры и главного прокурора прямо в их домах, перерезать кабели на электростанции, разграбить оружейный магазин, взорвать телефонное отделение на почте, захватить редакцию газеты и радиостанцию, после чего по радио обратиться к населению с призывом присоединяться к восстанию. Кроме того, были подготовлены листовки с лозунгами вроде «Земля богов (то есть Япония) не знает поражений». Их должны были раздавать на улицах состоявшие в группе женщины.

## Ход инцидента

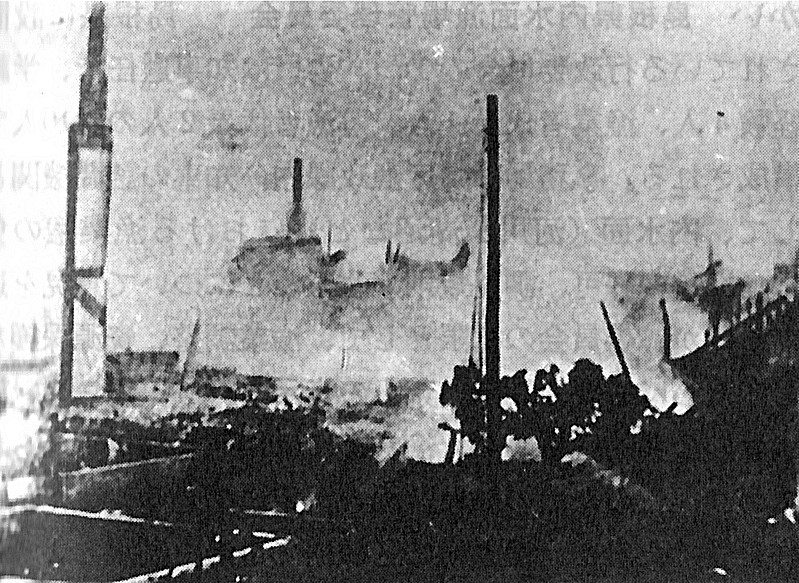
Здание префектуры в огне

В ночь на 24 августа Окадзаки обратился к своим последователям с небольшой речью и заявил, что если они погибнут, то их смерть будет подобна смерти самурая Кусуноки Масасигэ, известного своей беззаветной верностью императору. Затем повстанцы разбились на небольшие группы и начали приводить свой план в исполнение. Им удалось вломиться в здание префектурального управления и поджечь его. Один из горожан, хозяин закусочной, увидел огонь и кинулся к зданию, где был немедленно убит, поскольку мятежники решили, что он хочет им помешать. Другим группам удалось нарушить работу электростанции, в результате чего в Мацуэ на несколько часов отключилось электричество, и повредить печатные станки в газетной типографии. Губернатора и прокурора убить не удалось, так как они, узнав о пожаре в управе, кинулись туда, и повстанцы не застали их дома. У группы, которая планировала взорвать почту, не сработали динамитные шашки, а грабители оружейного магазина не сумели добраться до цели. В конце концов все повстанцы, за исключением отправленных в оружейный магазин, собрались на радиостанции и потребовали у директора зачитать их сообщение по радио. Директор отказался. Тем временем станция была окружена полицией. Окадзаки, выторговав у знакомого полицейского начальника помилование всем своим последователям, сдался властям, причём по его предложению все повстанцы поклонились в сторону Токио и прокричали «Банзай его императорскому величеству». Однако полицейские вскоре поняли, что обвинения в адрес приспешников Окадзаки слишком серьёзны: их обвиняли в бунте в военное время, незаконном вторжении, создании помех в работе почты и незаконном применении взрывчатых веществ. Осознав, что полицейские не собираются отпускать повстанцев, Окадзаки попытался совершить харакири. Он разрезал себе живот и горло, однако был немедленно отправлен в больницу Красного Креста, где его спасли.

## Суд
На следующий день после ареста полиция отпустила всех женщин, состоявших в группе Окадзаки, а ещё два дня спустя — всех остальных повстанцев, за исключением командиров групп. 5 ноября 1945 года начался суд над Окадзаки и командирами. Судья признал, что Окадзаки и его последователи действовали из патриотизма и горячей любви к императору, однако поскольку император приказал своим подданным сохранять спокойствие и не бунтовать, действия Окадзаки были незаконными. 20 декабря суд города Мацуэ приговорил Окадзаки к пожизненному заключению, а командиров групп — к срокам от 10 до 2 лет тюрьмы. В 1947 году Верховный суд Японии подтвердил приговор Окадзаки и немного увеличил сроки заключения командиров. Тем не менее, Окадзаки провёл в тюрьме только 6 лет и 7 месяцев, после чего был амнистирован.